# Войталь (Поморське воєводство)
Войталь (пол. Wojtal, нім. Woital) — село в Польщі, у гміні Черськ Хойницького повіту Поморського воєводства.
Населення — 191 особа (2011).
У 1975-1998 роках село належало до Бидгощського воєводства.

## Демографія
Демографічна структура станом на 31 березня 2011 року:
|          | Загалом | Допрацездатний вік | Працездатний вік | Постпрацездатний вік |
| -------- | ------- | ------------------ | ---------------- | -------------------- |
| Чоловіки | 100     | 23                 | 68               | 9                    |
| Жінки    | 91      | 17                 | 44               | 30                   |
| Разом    | 191     | 40                 | 112              | 39                   |